# Dichiseni
Dichiseni is een gemeente in het Roemeense district Călărași en ligt in de regio Muntenië in het zuidoosten van Roemenië. De gemeente telt 1861 inwoners (2002).

## Geografie
Dichiseni ligt in het zuidoosten van Călărași. De volgende dorpen liggen in de gemeente Dichiseni: Coslogeni, Dichiseni, Sat Noieni.
De gemeente heeft een oppervlakte van 94,26 km².

## Demografie
In 2002 had de gemeente 1861 inwoners. Volgens berekeningen van World Gazetteer telt Dichiseni in 2007 ongeveer 1819 inwoners. De beroepsbevolking is 761. Er bevinden zich 700 huizen in de gemeente.

## Politiek
De burgemeester van Dichiseni is Nicoleta Ganea. Zijn viceburgemeester is Dumitru Nistor, secretaris is Elena Andrei.

## Onderwijs
Er zijn drie kinderdagverblijven en twee scholen in de gemeente.

## Toerisme
Toeristische attracties in Dichiseni zijn de kloosters "Crucea de Leac" en "Sfânta Treime Libertatea" en de visserij in de Donau en haar twee takken (Borcea en Dunărea Veche).
Alexandru Odobescu · Belciugatele · Borcea · Căscioarele · Chirnogi · Chiselet · Ciocănești · Curcani · Cuza Vodă · Dichiseni · Dor Mărunt · Dorobanțu · Dragalina · Dragoș Vodă · Frăsinet · Frumușani · Fundeni · Grădiştea · Gurbănești · Ileana · Independenţa · Jegălia · Lehliu · Luica · Lupșanu · Mânăstirea · Mitreni · Modelu · Nana · Nicolae Bălcescu · Perișoru · Plătărești · Radovanu · Roseți · Sărulești · Sohatu · Șoldanu · Spanțov · Ștefan cel Mare · Ștefan Vodă · Tămădău Mare · Ulmeni · Ulmu · Unirea · Vâlcelele · Valea Argovei · Vasilați · Vlad Țepeș